# Hubert Scheibl

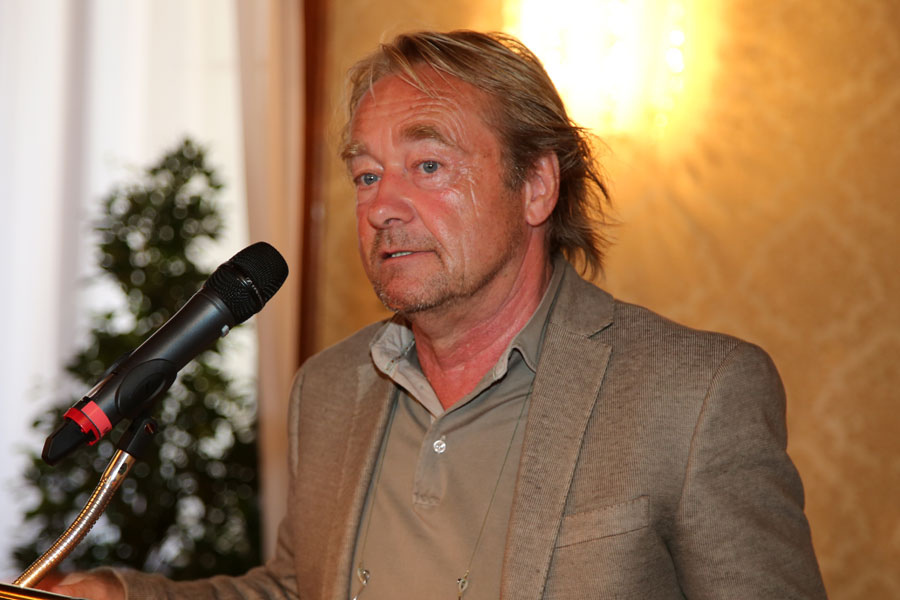
Hubert Scheibl (2014)

Hubert Scheibl (* 15. April 1952 in Gmunden, Oberösterreich) ist ein österreichischer Maler.

## Leben
Hubert Scheibl studierte von 1976 bis 1981 an der Akademie der bildenden Künste in Wien bei Max Weiler und Arnulf Rainer. In den 1980er Jahren war er Mitglied der Gruppe der Neuen Wilden. Er zählt zu den wichtigsten österreichischen Vertretern der abstrakten Malerei.
Er erhielt internationale Ausstellungen, 1985 Biennale von São Paulo und 1988 Biennale di Venezia.
Hubert Scheibl lebt und arbeitet in Wien.

## Ausstellungen
- 1985 – 18. Biennale von São Paulo, Austria: Gunter Damisch, Hubert Scheibl, São Paulo, BR (Kat.)
- 1986 – Hacken im Eis, Museum des 20. Jahrhunderts, Wien, AT; Kunsthalle Bern, Bern, CH (Kat.)
- 1988 – Aperto '88, La Biennale di Venezia, Venezia, IT (Kat.)
- 1990 – Hubert Scheibl, Hans Kupelwieser, Wiener Secession, Wien, AT (Kat.)
- 1998 – Hubert Scheibl: Vice, Museum Moderner Kunst Stiftung Ludwig Wien, Wien, AT (Kat.)
- 2004 – NEUE WILDE – Eine Entwicklung, Essl Museum – Kunst der Gegenwart, Klosterneuburg/Wien, AT (Kat.)
- 2005 – Austrian Contemporary Art and Post War Painting: The Essl Collection, Museo de Arte Moderno, Mexiko-Stadt / Museo MARCO, Monterrey / Instituto Cultural Cabanas, Guadalajara / Nuevo Leon, MX (Kat.)
- 2005 – Sammlung Ploner: Begegnungen – Henri Michaux, Max Weiler, Hubert Scheibl, Wien, AT (Kat.)
- 2005 – Neue abstrakte Malerei aus Österreich, Shanghai Art Museum, Shanghai / National Art Museum of China, Peking / Shaanxi Art Museum, Shaanxi / Guangdong Museum of Art, Guangzhou, CN (Kat.)
- 2005 – China retour: Bohatsch, Brandl, Damisch, Scheibl, Vopava, Zitko, mumok, Wien, AT (Kat.)
- 2006 – Österreich: 1900 – 2000. Konfrontationen und Kontinuitäten, Essl Museum, Klosterneuburg/Wien, AT (Kat.)
- 2006 – Hubert Scheibl: Un-Tiefen, Museum der Moderne Salzburg, Salzburg, AT (Kat.)
- 2007 – Meisterwerke der Moderne, Sammlung Batliner, Albertina, Wien, AT (Kat.)
- 2008 – Monet, Kandinsky, Rothko, und die Folgen: Wege der abstrakten Malerei, Kunstforum Bank Austria, Wien, AT (Kat.)
- 2008 – Hubert Scheibl – From Monday to Monday, Rocca Sforzesca Di Dozza, Morando Museum, Bologna, IT (Kat.)
- 2009 – Hubert Scheibl – Committed to Memory, Galerie Thaddaeus Ropac, Paris, FR (Kat.)
- 2010 – Malerei – Prozess und Expansion Wien, mumok, Wien, AT (Kat.)
- 2010 – Hubert Scheibl: Fat Ducks, Essl Museum, Klosterneuburg, AT (Kat.)
- 2011 – Acquisitions récentes du Cabinet d' art graphique – D’Antonin Artaud à Tatiana Trouvé, Centre Pompidou, Paris, FR
- 2012 – Hubert Scheibl – Plants and Murders, Museum der bildenden Künste Leipzig, Leipzig, DE
- 2012 – Hubert Scheibl – Recent Paintings and Drawings, Wooson Gallery, Daegu, KR (Kat.)
- 2013 – A.E.I.O.U. – Österreichische Aspekte in der Sammlung Würth, Museum Würth, Künzelsau, DE (Kat.)
- 2013 – Hubert Scheibl: Plants and Murders, Museum der Moderne Salzburg, Salzburg, AT (Künstlerbuch)
- 2016 – Hubert Scheibl: Fly, Österreichische Galerie Belvedere, Wien, AT (Kat.)[1]
- 2021 – Hubert Scheibl: Seeds of Time, Albertina, Wien, AT[2]
- 2021 – Post-War & Contemporary, Galerie Wienerroither & Kohlbacher, Wien, AT[3]
- 2023 – Kolossal. Malerei im Grossformat, Unteres Belvedere, Wien, AT
- 2023 – Zeit. Von Dürer bis Bonvicini, Kunsthaus Zürich, Zürich, CH

## Auszeichnungen
- 1992: Preis der Stadt Wien für Bildende Kunst
- 2004: Kulturpreis des Landes Oberösterreich
- 2014: Goldenes Verdienstzeichen des Landes Wien